# 삼례역
삼례역(Samnye station, 參禮驛)은 대한민국 전북특별자치도 완주군 삼례읍 후정리에 있는 철도역이다. 한국철도공사가 관할하는 전라선이 지난다. 인근에 우석대학교가 있고, 삼례읍 중심가에 있어 이용객이 많은 편이기 때문이다. KTX 전 열차는 이 역을 통과한다.

## 역사
‘삼례역’은 본래 이 지역에 있던 역참의 이름으로, 적어도 고려 때부터 기록이 있다.
- 1914년 11월 17일 : 보통역으로 영업 개시
- 1997년 8월 30일 : 구 역사 신축 준공
- 2008년 11월 1일 : 화물 취급 중지[1]
- 2011년 6월 1일 : 전라선 복선 전철화로 역 이설, 신 역사 준공 (구 역사는 세계 막사발 미술관으로 활용됨)
- 2016년 12월 9일 : 누리로 운행개시
- 2018년 6월 30일 : 누리로 운행 종료
- 2018년 7월 1일 : 충북선 누리로 재운행으로 전라선 1501,1512열차는 무궁화호로 변경 운행 개시
- 2023년 9월 1일 : ITX-새마을 운행 개시

## 역 구조
승강장은 2면 4선의 쌍섬식 승강장으로 운용된다.

### 승강장

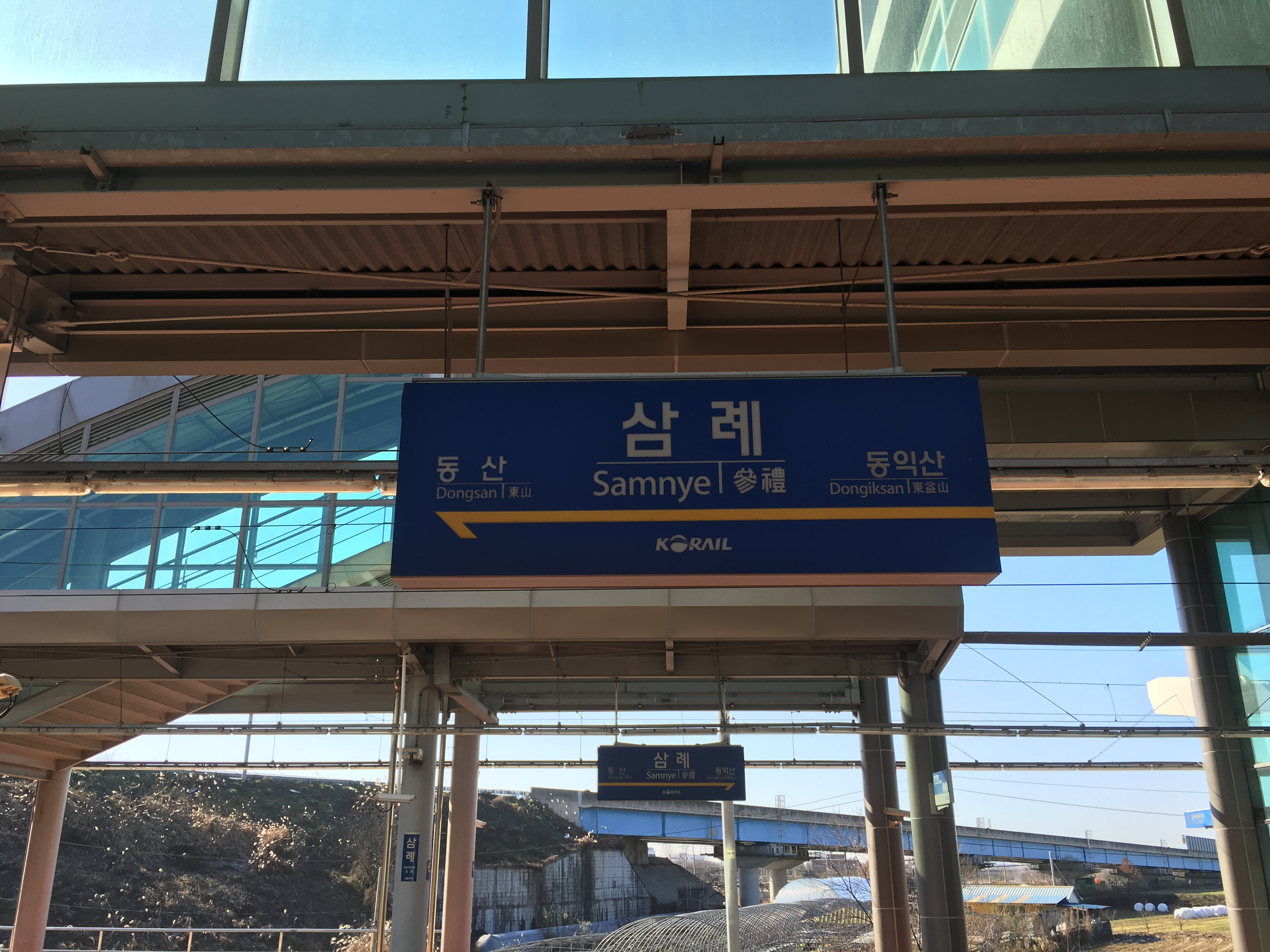
신 삼례역 승강장

| ↑ 익산          |
| ４３ \| ２１ \| |
| 전주 ↓          |

| 1 | 전라선 | 사용하지 않음                 |
| 2 | 전라선 | 전주 · 순천 · 여수엑스포 방면 |
| 3 | 전라선 | 용산 · 서대전 · 익산 방면     |
| 4 | 전라선 | 사용하지 않음                 |

## 인접한 역
인접정차역
| 전라선         | 전라선            | 전라선               |
| -------------- | ----------------- | -------------------- |
| 익산 용산 방면 | ITX-새마을 전라선 | 전주 여수엑스포 방면 |
| 익산 용산 방면 | 무궁화 전라선     | 전주 여수엑스포 방면 |